# Relations entre le Bangladesh et le Botswana
Les relations entre le Bangladesh et le Botswana désignent les relations bilatérales de la république populaire du Bangladesh et de la république du Botswana. Aucun des deux pays n'a d'ambassadeur résident dans l'autre.

## Coopération économique
Le Bangladesh et le Botswana ont manifesté leur intérêt pour le développement des activités économiques entre les deux pays et ont pris les mesures nécessaires à cet égard. Le Botswana a exhorté le Bangladesh à créer des entreprises conjointes dans le secteur du textile dans le pays. Le Botswana a également sollicité l'aide du Bangladesh pour développer son secteur pharmaceutique. En 2009, une délégation commerciale du Bangladesh, conduite par l'ancien président de l'Association des fabricants et exportateurs de tricots du Bangladesh (en) (Bangladesh Knitwear Manufacturers and Exporters Association - BKMEA), Fazlul Haque, s'est rendu au Botswana pour explorer les moyens potentiels d'accroître le commerce et les investissements bilatéraux. Le Bangladesh a également des ouvertures pour la migration de ressources humaines non qualifiées, semi-qualifiées et professionnelles vers l'Afrique du Sud et le Botswana, car ces pays mènent de grandes activités économiques, a déclaré le président de la BKMEA. La même année, un protocole d'accord a été signé entre le Bangladesh et le Botswana pour promouvoir la collaboration en matière de renforcement des capacités, d'échange d'informations économiques et commerciales, de développement des exportations, de renforcement de l'image et d'investissement dans les petites, moyennes et microentreprises. En 2013, une autre délégation du ministère du commerce du Bangladesh a effectué une visite officielle au Botswana.

## Autres coopérations
Le Botswana a proposé de signer un accord dans les domaines du sport et de la culture avec le Bangladesh. L'ancien président du Botswana, Festus Gontebanye Mogae, a exprimé son souhait d'avoir le soutien et la coopération du Bangladesh pour développer la qualité du cricket du Botswana. Le Botswana a également insisté sur l'emploi d'agriculteurs bangladais au Botswana pour développer son secteur agricole.

## Diaspora bangladaise
Environ 20 000 travailleurs bangladais, dont des médecins, des infirmières et des ingénieurs, sont légalement employés au Botswana à partir de 2013.